# خوانيتا رينا
خوانيتا رينا (بالإسبانية: Juanita Reina)‏ هي مغنية وممثلة إسبانية، ولدت في 25 أغسطس 1925 بإشبيلية في إسبانيا، وتوفيت بنفس المكان في 19 مارس 1999. من الجوائز التي نالتها وسام إيزابيلا الكاثوليكية.

## جوائز
- وسام إيزابيلا الكاثوليكية

## وصلات خارجية
- خوانيتا رينا على موقع IMDb (الإنجليزية)
- خوانيتا رينا على موقع ميوزك برينز (الإنجليزية)
- خوانيتا رينا على موقع ديسكوغز (الإنجليزية)
- خوانيتا رينا على موقع قاعدة بيانات الفيلم (الإنجليزية)